# 21891 Andreabocelli
21891 Andreabocelli este un asteroid din centura principală de asteroizi.

## Descriere
21891 Andreabocelli este un asteroid din centura principală de asteroizi. A fost descoperit pe 1 noiembrie 1999 la Monte Agliale de Saura Donati. Asteroidul prezintă o orbită caracterizată de o semiaxă mare de 2,40 ua, o excentricitate de 0,08 și o înclinație de 7,0° în raport cu ecliptica.